# شب شکارچی (فیلم)
شب شکارچی (به انگلیسی: The Night of the Hunter) فیلمی جنایی ،درام ، فیلم نوآر به کارگردانی چارلز لاتن محصول سال ۱۹۵۵ آمریکا است که بر اساس داستان رمانی به همین نام ساخته شده‌است.

## خلاصه داستان
در دوران بحران اقتصادی دهه ۳۰ میلادی در جنوب آمریکا هاری پوئل (رابرت میچام) واعظ مذهبی که روی انگشتان دست راستش کلمه عشق و روی انگشتان دست چپ‌اش کلمه نفرت را خال‌کوبی کرده، به خاطر سرقت ماشین به زندان می‌رود و با دزدی به نام بن هارپر آشنا می‌شود. هارپر پیش از دستگیری توسط پلیس، به جان پسر کوچک‌اش می‌گوید که پول در عروسک خواهرش پرل مخفی شده‌است و از پسرش می‌خواهد قسم بخورد جای پول را حتی به مادرش نگوید. هارپر، در سرقت بانک مردی را کشته و محکوم به اعدام است. پوئل نمی‌تواند محل اختفای ۱۰ هزار دلار دزدی را از زیر زبان هارپر بیرون بکشد. پوئل پس از آزادی از زندان، خانواده هارپر را پیدا می کند و ...